# Eilema planissima
Eilema planissima är en fjärilsart som beskrevs av Hans Daniel Johan Wallengren 1876. Eilema planissima ingår i släktet Eilema och familjen björnspinnare. Inga underarter finns listade i Catalogue of Life.